# Marienkirche (Roßwein)

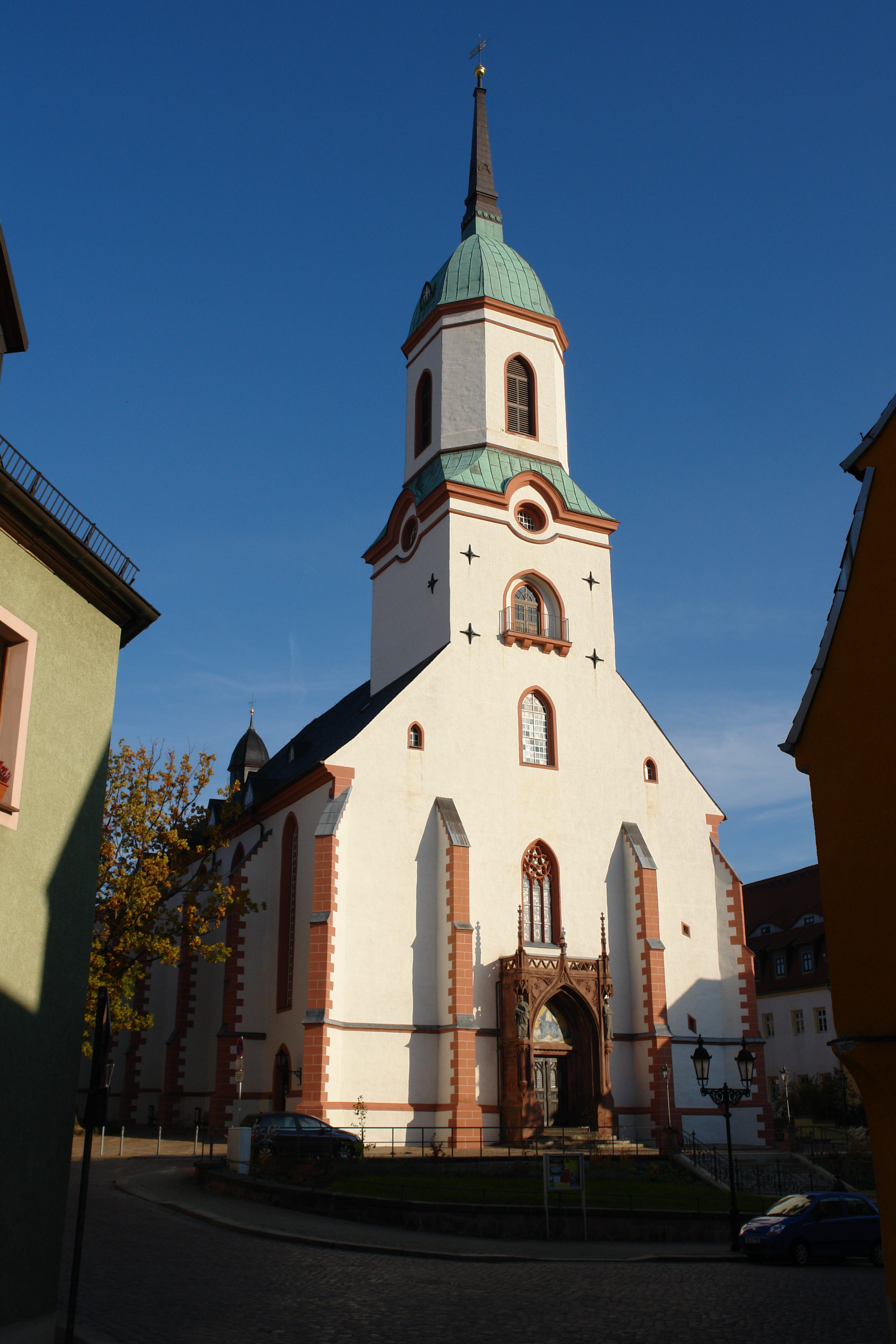
Marienkirche (Roßwein)

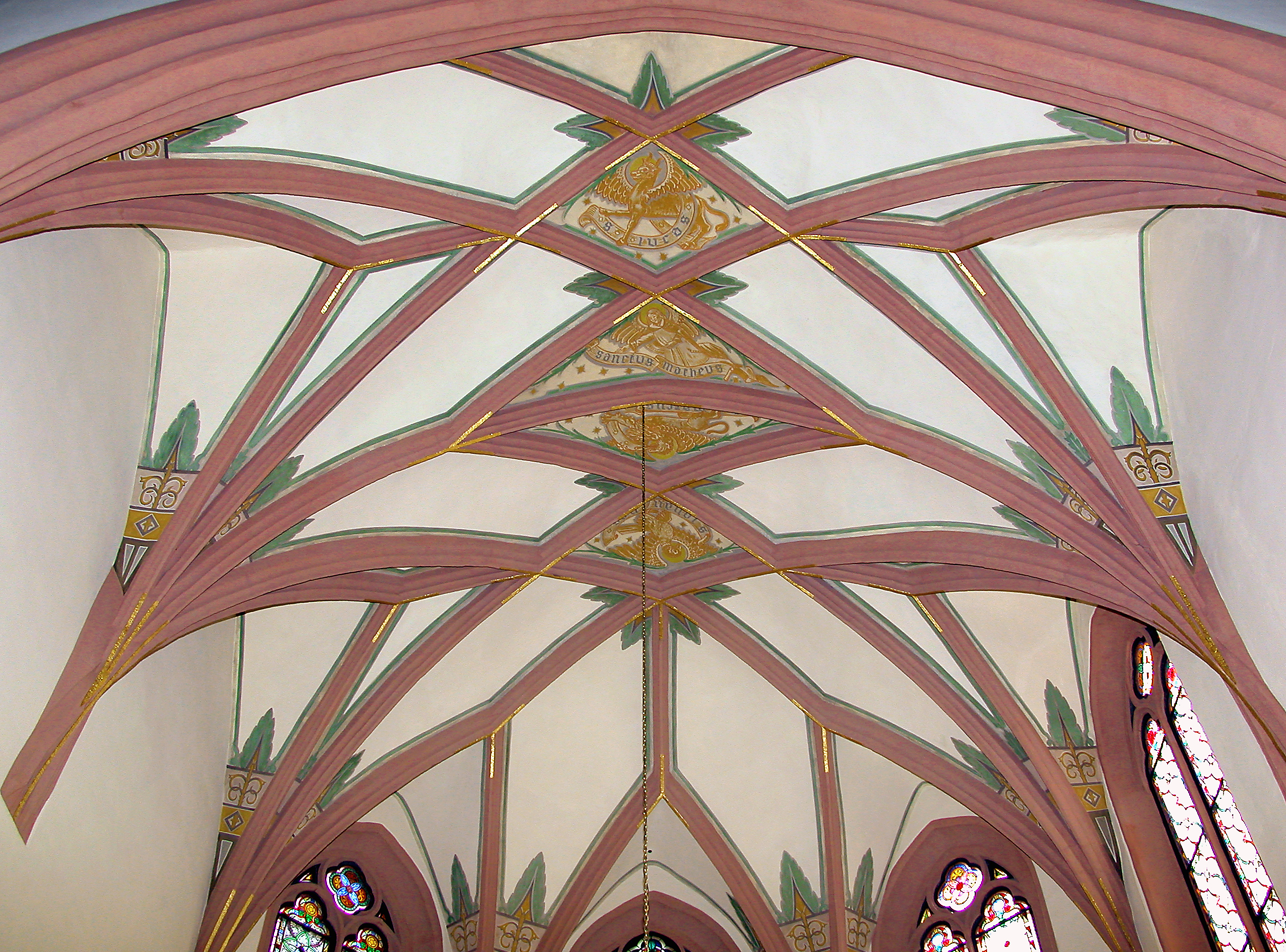
Netzrippengewölbe im Chor

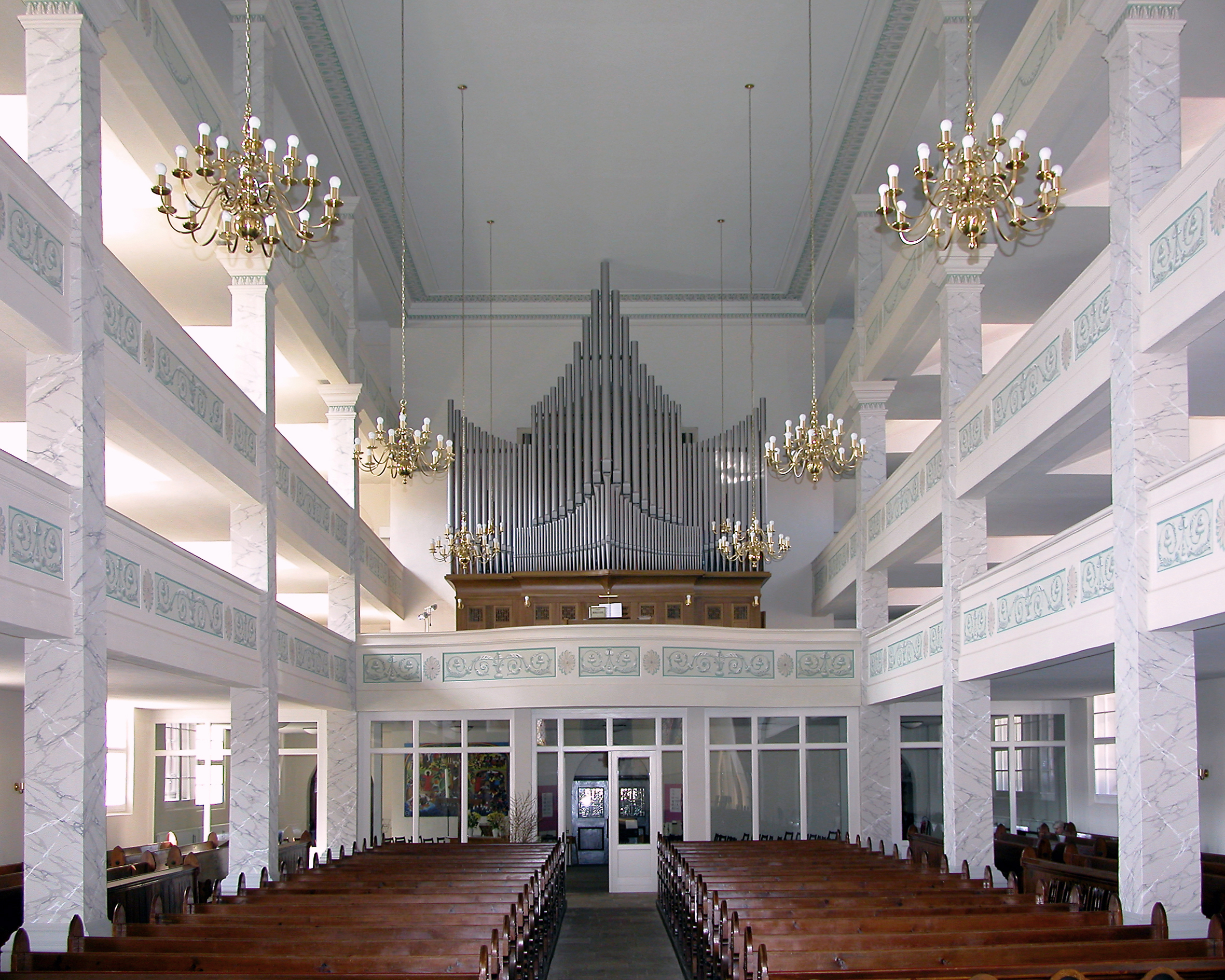
Innenansicht zur Orgel

Die evangelische Marienkirche ist eine spätgotische Kirche mit mehrfach verändertem Langhaus in Roßwein im Landkreis Mittelsachsen in Sachsen. Sie gehört zur Kirchengemeinde Roßwein-Niederstriegis im Kirchenbezirk Leisnig-Oschatz der Evangelisch-Lutherischen Landeskirche Sachsens.

## Geschichte
Der Chor wurde als einziger Bauteil der um 1513 begonnenen dreischiffigen Hallenkirche vollendet, während vom Schiff zunächst nur die Umfassungsmauern erbaut wurden. In den Jahren 1595–1611 wurde das Langhaus mit flacher Decke vollendet und der Westturm errichtet. Im Jahr 1809 wurden große Teile der Kirche bei einem Brand vernichtet, in den Jahren 1810–15 erfolgte der Wiederaufbau in den heutigen Formen durch Johann Traugott Lohse. Im Jahr 1862 erfolgte ein erneuter Umbau, in den Jahren 1884–97 Ergänzungen an den Maßwerkfenstern durch Arnold und Julius Zeißig und der Einbau einer neuen Ausstattung, im Jahr 1939 die letzte umfassende Restaurierung.

## Architektur
Das Bauwerk ist ein Putzbau mit Satteldach, der als dreischiffige Hallenkirche angelegt ist; die den Bau umgebenden Strebepfeiler belegen die ursprünglich geplante Einwölbung. Der Chor endet in einem Fünfachtelschluss und wird durch einen kleinen verschieferten Dachreiter bekrönt. An der Nordseite ist die Sakristei, an der Südseite ein Treppenturm angebaut. Der vollständig eingestellte Westturm zeigt ein oktogonales Glockengeschoss und ein schlichtes neugotisches Eingangsportal.
Das Innere ist eine schlichte Emporenhalle und wird durch eine einfache Holzdecke abgeschlossen. Die Seitenschiffe sind mit dreigeschossigen Emporen ausgestattet; das erste Geschoss war einst durchgehend verglast, an der Westseite befindet sich die Orgelempore. Ein hoher spitzbogiger Triumphbogen vermittelt zum Chor mit Netzgewölbe aus dem 16. Jahrhundert mit doppelt gekehlten Rippen. Die Gewölbekappen sind mit Darstellungen der Evangelisten bemalt, an der Chorsüdwand ist der Erzengel dargestellt, vermutlich aus dem Jahr 1939. Die Sakristei an der Nordseite ist mit Kreuzgratgewölbe geschlossen.

## Ausstattung
Das Hauptstück der Ausstattung ist der Altar aus dem Jahr 1814 mit korinthischen Holzsäulen und geradem Gesims; die Gemälde stellen Fides und Temperantia dar, darüber vermutlich einen Engel mit der Bundeslade. Die hölzerne Kanzel mit kantoniertem, achteckigem Pfeiler zeigt am Korb Darstellungen der Evangelisten, sie stammt vermutlich vom Ende des 19. Jahrhunderts. Farbige Glasmalereien von 1897 stellen die Geburt Christi in einem reichen architektonischen Rahmen dar.
Die klanglich beachtliche Orgel ist ein Werk von Reinhard Schmeisser aus dem Jahr 1940 mit 43 Registern auf drei Manualen und Pedal.